# M-audio
M-Audio är en ledande tillverkare av musikproduktionsverktyg för bland annat mobila och programvarubaserade lösningar. 